# 高等軍事研究院
高等軍事研究院（こうとうぐんじけんきゅういん、英語: School of Advanced Military Studies、略称: SAMS）は、戦略および作戦術レベルの軍事学を教育するアメリカ陸軍の大学院である。カンザス州フォート・レブンワースに所在する。アメリカ陸軍指揮幕僚大学を構成する4つの学校機関の内の1つである。高等軍事研究院には高等軍事研究課程 (AMSP) と高等戦略リーダーシップ研究課程 (ASLSP) の2つの課程がある。学生数は少ないが、その構成は多様で、米国の各軍、政府機関および同盟軍からの上級幹部が学生となる。卒業生には軍事術および軍事学の修士が授与される。軍事評論家のロバートH.スケールは高等軍事研究院の教育を「非常に厳格」であると評している。卒業生は通称「ジェダイの騎士」として知られている[a]。
高等軍事研究院は、平時、対立時および戦時において、複雑で多義的な問題に対して戦略および作戦術レベルの視点で批判的思考ができ、機敏で適応力のあるリーダーを育成する。
多くの上級軍事指揮官が、地球規模の予測不可能な作戦において、高等軍事研究院の卒業生の貢献を認めている。
1983年半ば、当初、高等軍事研究院は13名の学生で始まった。研究院の卒業生を増やすように要請があったため、1990年代に陸軍は研究院の規模を拡大し、2010年には120名以上の学生が卒業するようになった。研究院は開校以来、米陸軍に「20世紀末および21世紀初頭の主要な戦役の計画作成者」を輩出してきた。

## 歴史
従来、米陸軍の軍事教育には、指揮幕僚大学が焦点とする戦術と戦争大学が焦点とする大戦略および国家安全保障政策との間に隔たりがあった。高等軍事研究院の教育課程はその隔たりを解消するために設計された。1981年、ハバ・ワズ・デ・チャシ大佐は、諸職種協同センター長兼指揮幕僚大学校長ウィリアム・R・リチャードソン中将に対して、選抜された将校に対して2年間の軍事教育を行う必要性を納得させた。最終承認が下りた後、ワズ・デ・チャジは研究院の設立計画を支援し、1983年半ばに研究院は開校した[b]。 教育課程の目的について、陸軍指導部と教育課程作成者の間には、相違点があったものの、両者とも、履修者に対して「戦争の理論と実践のための広く深い軍事教育」を修学させることで一致した。
1983年6月、フォート・レブンワースのベルホールの地下フロアで、米陸軍将校13名第一期生に対し最初の授業が行われた。当初、施設と日程調整上の問題があり、最初の一年は、卒業生が陸軍に受け入れられるかどうか、卒業生がどのようにして力を発揮するのかということに不確実性があった。1984年に第一期生が卒業したとき、高等軍事研究院は既に「将校団の知的ルネッサンスの象徴」となっていた。1985年、研究院長が初代院長ワズ・デ・チャシ大佐からリチャード・センライヒ大佐に引き継がれたとき、研究院は既に結果を出し始めており、米陸軍と指揮幕僚大学は高等軍事研究院を「有用な試み」と見なしていた。1987年には、優秀な将校の入校が増加し、他の軍種も学生を研究院に入校させることに興味を持ち始めていた。研究院の人気と評判は高まり、同盟国からも留学生が入校した。さらに、国防総省、国務省、アメリカ合衆国国際開発庁等の他の省庁からも学生が入校した。

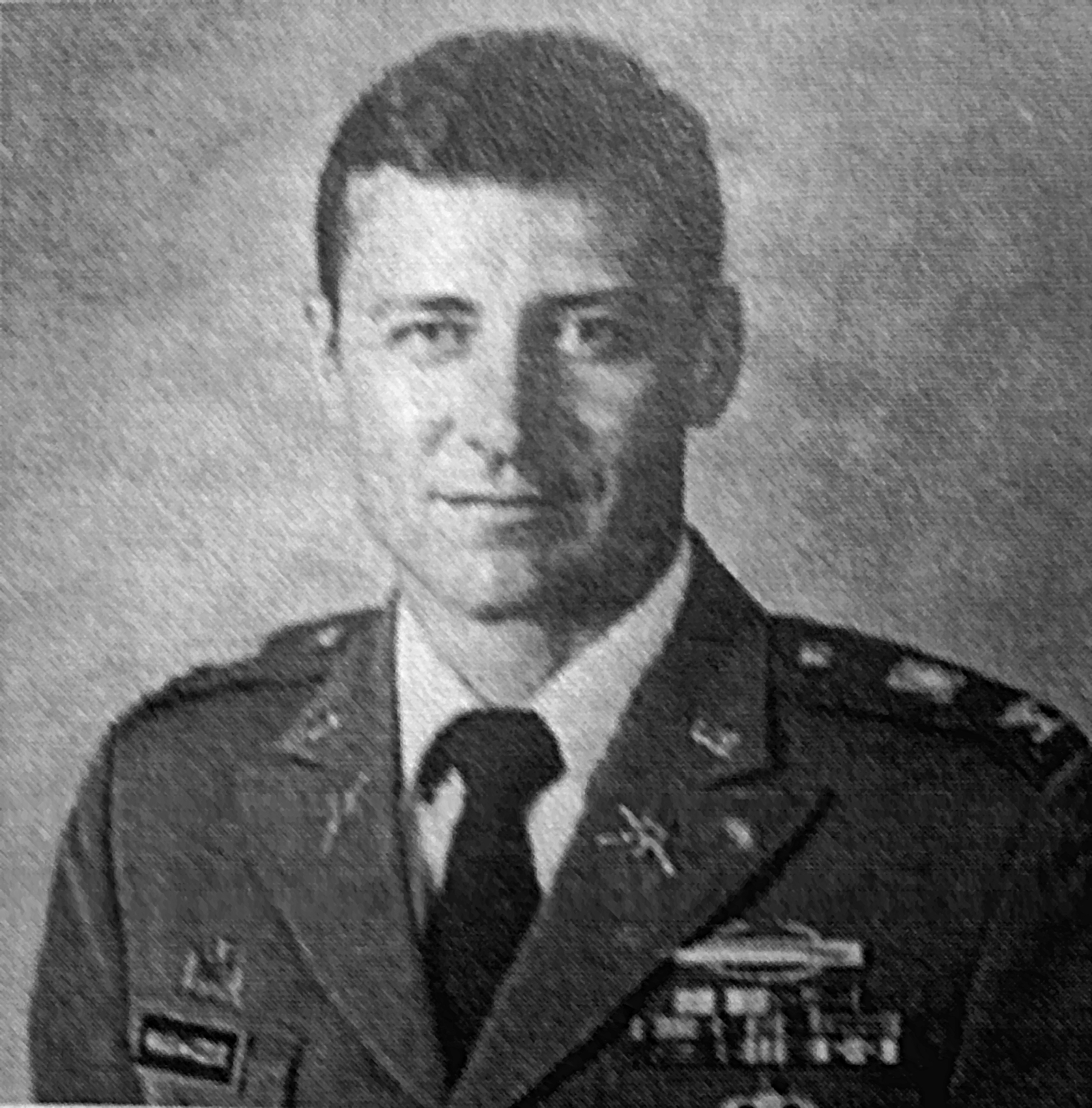
初代院長ワズ・デ・チャシ大佐

高等軍事研究院の卒業生は1989年12月のパナマ侵攻（ジャスト・コーズ作戦）で最初の活躍を見せた。計画作成の中心となった卒業生7名は「精緻な戦闘予行を作り上げ、一撃で50コ目標を同時に打撃するような複雑な計画を首尾良く実行した。」第10代研究院長ケビン・ベンソン大佐は「陸軍と高等軍事研究院は戦闘の試練に直面したが、高度な教育を受けた卒業生は見事にその試験に合格した。」と述べた。パナマ侵攻の後、陸軍指導部は研究院に新たな任務を与えた。1990年代初頭、陸軍指導部は研究院に対して陸軍のドクトリンの策定を支援するように求めた。1990年-1993年、トーマス・E・ミッチェル中将、ジェームズ・マクドナー大佐（第5代院長）および高等軍事研究院の構成員はチームを組み、陸軍のドクトリン教範100-5「作戦」を改訂した。

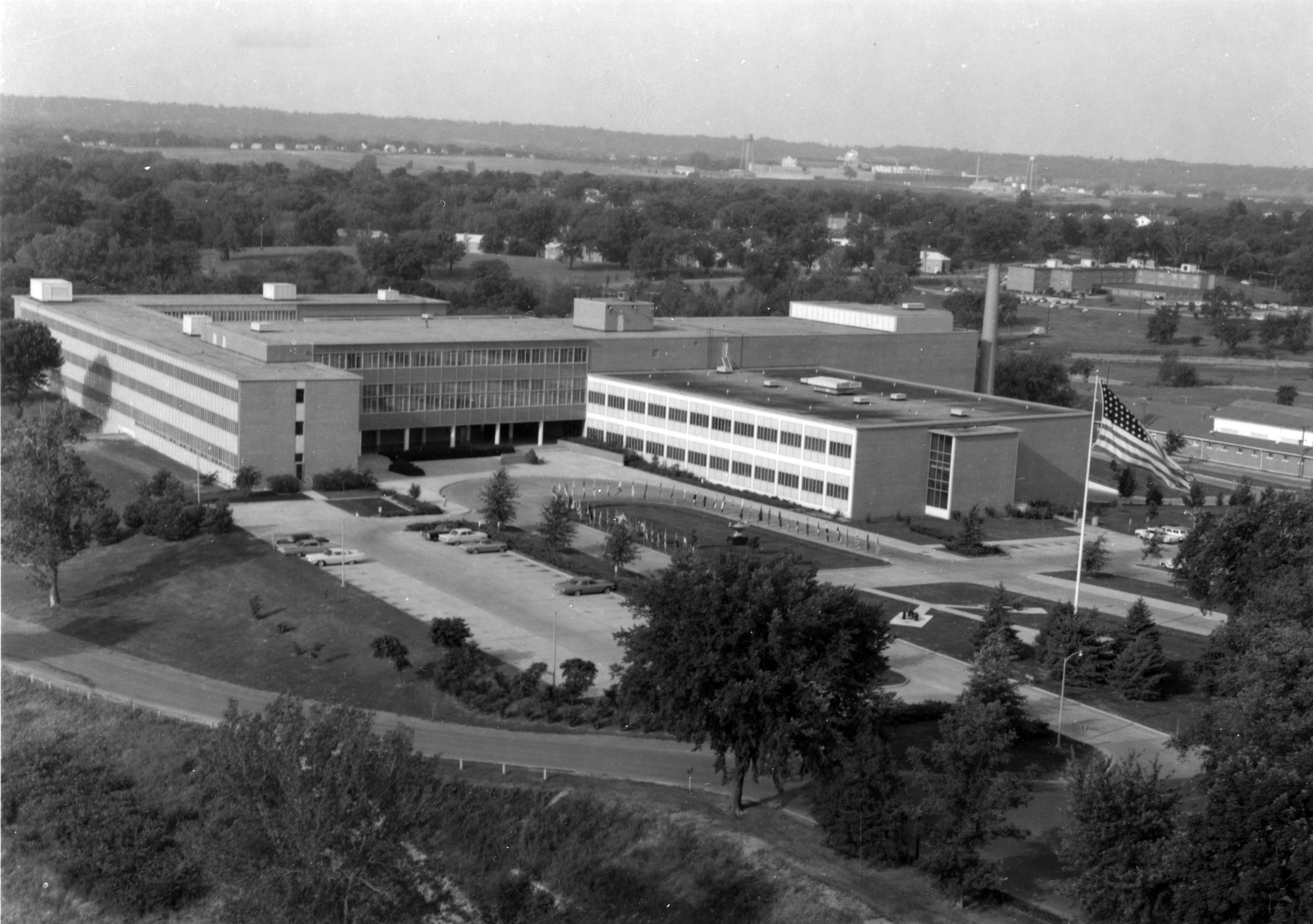
SAMSの最初の庁舎、ベルホール。

ガイ・C・スワン中将は、ベルリンの壁崩壊とワルシャワ条約機構の解散後のヨーロッパにおいて、高等軍事研究院の卒業生は不可欠であったと記している。卒業生は「数十年かけて作られた全般防衛計画をほぼ一晩で再設計する」ことが期待された。スワンは、これは「高等軍事研究院にとっても最初の大規模な真の試練」であったと述べている。湾岸戦争時、卒業生はノーマン･シュワルツコフ大将に採用され、有名な「左フック」の作戦を策定して有名となった。高等軍事研究院の卒業生は当初の計画を超える役割を果たし、1991年2月までに82名の卒業生がこの戦役の様々な任務に従事した。この結果、陸軍指導部は高等軍事研究院を「素晴らしい計画作成者」の源であると見なした。
湾岸戦争の後、陸軍は平和維持活動や平和強化活動のような戦争以外の軍事作戦に奮闘した。研究院とその卒業生は、ボスニア、ハイチおよびソマリアの状況を調査した。さらに、卒業生は文民機関への防衛協力任務に参加した。研究院の教育課程は1990年代に変化を続けた。1994年10月、グレゴリー・フォントノット大佐が院長のときに、研究院はフォートレブンワーズのフリントホールからアイゼンハワーホールへ移設された。1994年末に、研究院の指導部はゼミ方式の授業と文民の教授の数を増加させた。21世紀に入って、軍は高等軍事研究院に大きな役割を付与し続けた。 高等軍事研究院出身の計画作成者は対テロ戦争において重要な役割を演じた。2002年始め、アメリカ中央軍は高等軍事研究院とその関係機関出身の計画作成者を求めた。アメリカ空軍は高等軍事研究院と良く似た高等航空宇宙研究院 (SAASS) を設立した[c]。アメリカ海兵隊も同様に高等戦闘学校 (SAW) を設立した。高等軍事研究院の2002年と2003年の期の学生はイラク戦争および戦後占領計画の作成に参加した。

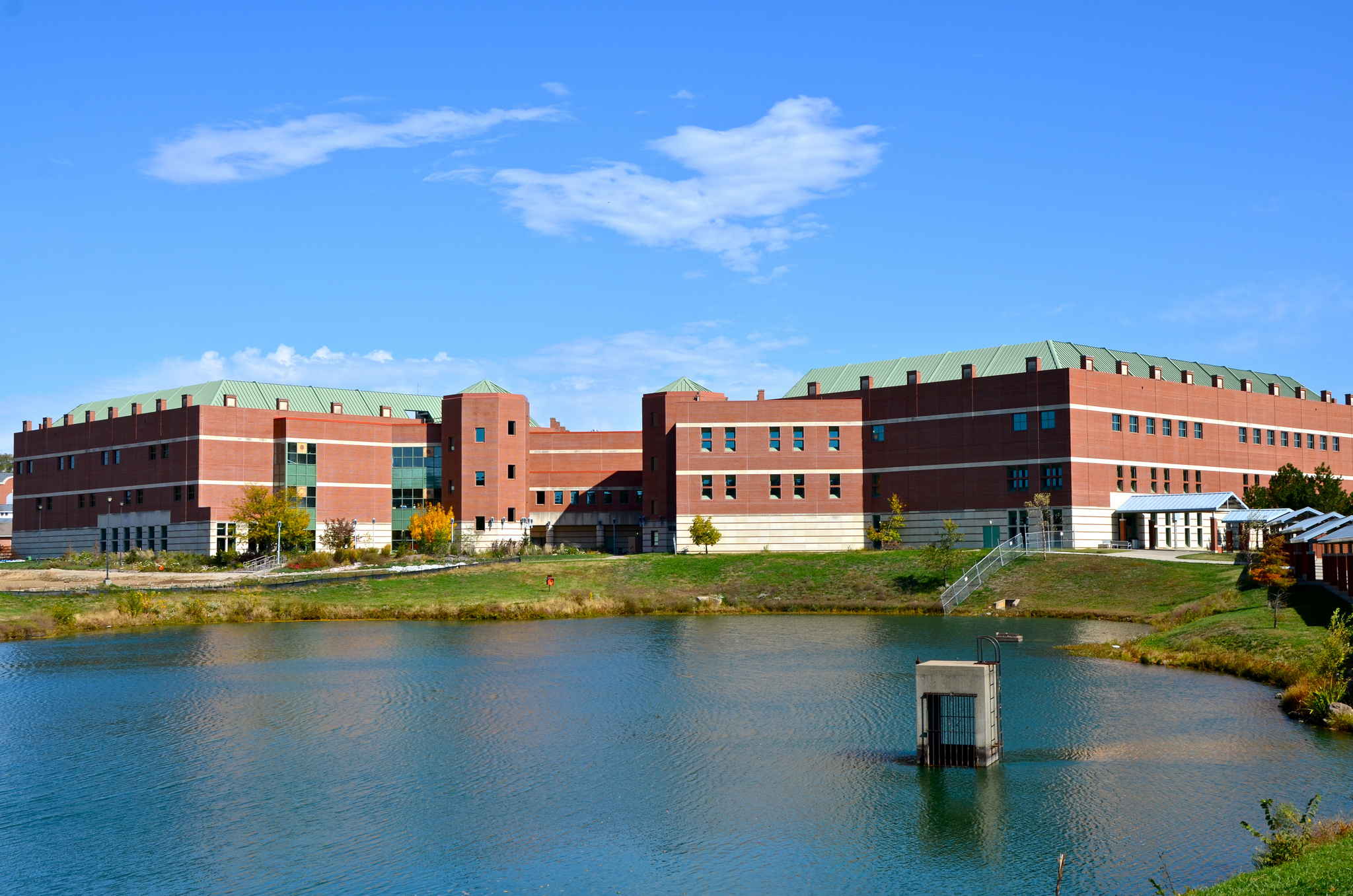
1994年から2011年までの間の庁舎、アイゼンハワーホール。

2005年-2006年、研究院は変化発展し続け、教授陣も増員された。さらに、特別研究員の教育課程が高等軍事研究課程（AMSP）から分離した。高等軍事研究院出身の計画作成者に対して増加する要求に応えるために、陸軍訓練教義コマンドの司令官は陸軍参謀総長の承認のもと、研究院の拡大を指示した。2007年の冬、第11代院長スティーブ・バナック大佐は改訂した教育課程を開始した。これにより、高等軍事研究院は前方展開司令部を支援でき、不測事態にも対処できる卒業生を輩出した。2011年8月30日、研究院は改装されたミュアホールに移設された。

## 貢献
高等軍事研究院の卒業生は、1984年から2009年の間、米軍の全ての戦役に従事してきた。卒業生は「批判的思考」を行えることで知られている。卒業生は世界中の戦闘部隊指揮官から求められている。2010年、旅団長ショーン・マクファーランドは述べる「危機の中、大統領はいつも「空母はどこだ？」と尋ねる。陸軍指導部は「高等軍事研究院の卒業生ははどこだ？」と尋ねる。空母が海戦のゲーム・チェンジャーであるように、高等軍事研究院の卒業生と作戦術の実行者は陸戦のゲーム・チェンジャーであり続けている。」
研究院は陸軍上級指導部に賞賛されている。デビッド・ホッグ中将は「高等軍事研究院には、複雑なアイディアを理解し、一貫性のある計画を策定できる熟達した計画作成者を輩出するという評判がある。」と述べた。2010年、陸軍の副参謀総長ピーター・W・キアレッリは、高等軍事研究院は「21世紀の戦略軍事計画を作り直す努力の最前線にあった」と述べた。

## 施設と学生
2014年現在、高等軍事研究院の教育施設は、かつて厩舎であったミュアホール（右図）とフリントホールに入居している。高等軍事研究課程 (AMSP) は主にミュアホール（現在、研究院本部）で教えられ、そのゼミナールはフリントホールで行われている。両方の庁舎は2011年に改装され、教場は教官1名と学生16-18名を収容する。ミュアホールの改装費用は約1220万ドルで、その内、学生がコンピューター上で共同作業を行えるための情報システムの導入に約300万ドルが費やされた。その情報システムは、今日、軍隊で一般的に見られるものである。

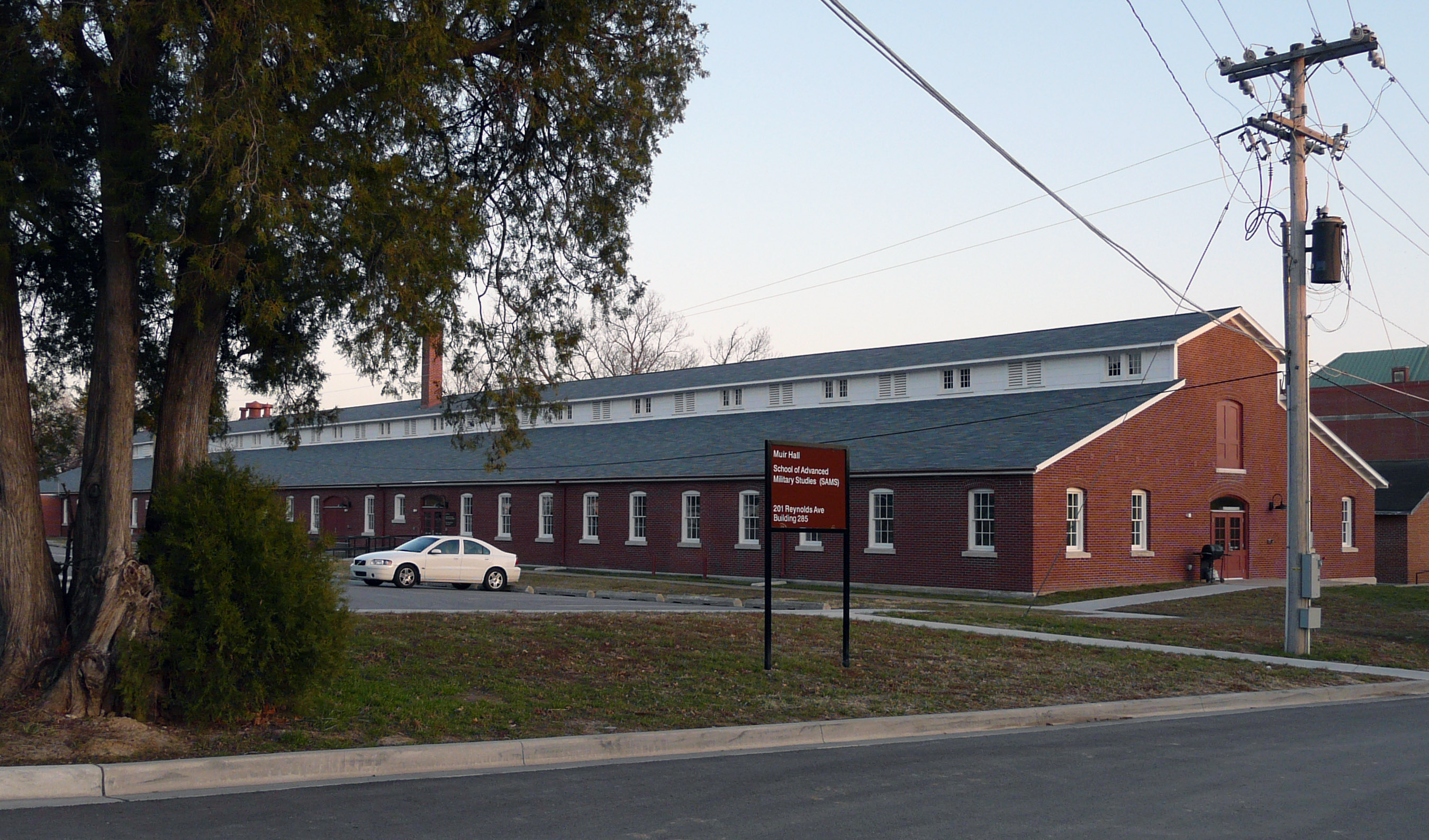
ミュアホール

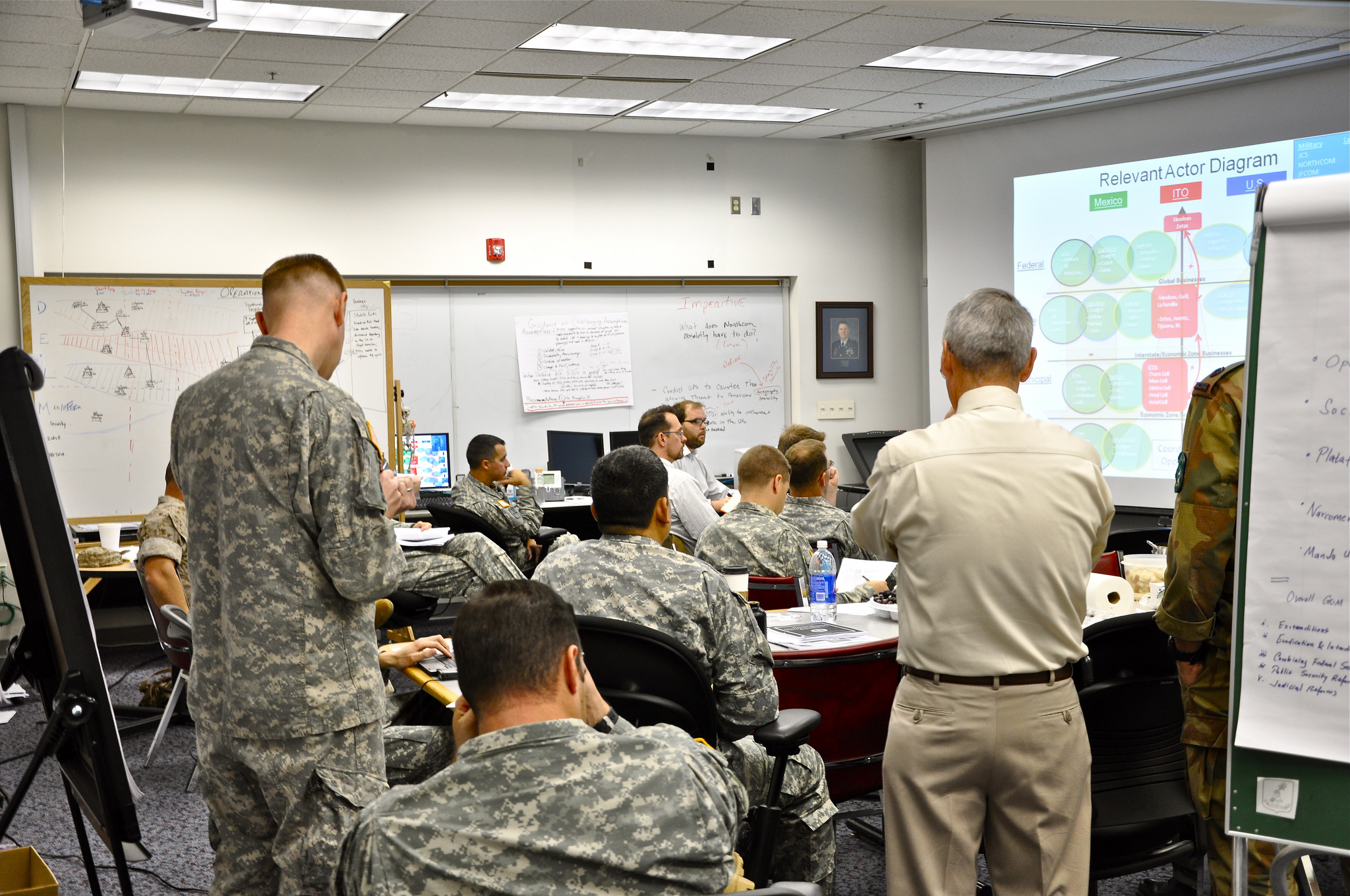
SAMSの教室での活動、2010年11月。

研究院に入校するためには審査、面接および監督者評価が必要となる。入校志願者は指揮幕僚大学又は他軍種の同等の中等教育を修了していなければならない。高等軍事研究院の学生のほとんどは戦闘職種、戦闘支援職種および後方支援職種の佐官である。しかしながら、1987年、アメリカ空軍から3名の将校が入校し、1988年にはアメリカ海軍およびアメリカ海兵隊の将校も入校した。2007年から米国政府機関も学生を入校させ始めた。国務省、連邦捜査局(FBI)、アメリカ合衆国国際開発庁 (USAID) が学生を入校させている。 さらに、2010年、准尉が初めて入校した。
同盟軍も学生を留学させている。1999年にノルウェーおよびカナダの留学生が卒業したのを皮切りに、アルジェリア、オーストラリア、コロンビア、フランス、ドイツ、ハンガリー、インド、ヨルダン、マケドニア、オランダ、パキスタン、ルーマニア、韓国、ブラジル、スペイン、イギリスの留学生が入校している。

## 教育課程

### 高等軍事研究課程
ほとんどの学生は高等軍事研究課程（AMSP）に所属する。2009年、研究院は8つのセミナーを開講した。高等軍事研究課程は学生に軍事の理論と実践について教育することを狙いとし、作戦術を焦点として、軍事的問題解決を含む様々な主題を取り上げる。具体的には、軍事の学説と歴史、軍事ドクトリン、作戦計画の作成、戦闘動態、作戦の理論と実践、現代の軍事作戦および国家権力の適用についてである。さらに、授業と演習を通じて、学生は研究論文を書き上げ[d]、口頭試験に合格しなければならない。卒業生は、師団、軍団又は各種司令部幕僚若しくは様々な領域に配属される。
高等戦略リーダーシップ研究課程
高等戦略リーダーシップ研究課程（ASLSP）は16名の将校に対して上級指揮官になるための戦略レベルの責務を教育する寄宿制の課程である。学生は、上級の中佐と大佐で構成され、陸軍の他に海軍、沿岸警備隊および政府機関の者で構成される。さらにイギリス、カナダ、ドイツの留学生も受け入れている。軍人の学生のほとんどは大隊長終了者である。教授陣は4名の文民教授と1名の軍人教授から成り、文民教授の内の一人が教育課程長となる。卒業生は戦略研究、軍事教育等級（MEL）Iおよび統合専門軍事教育IIの修士号を授与される。さらに、米軍の学生には高等軍事研究院スキル認定証 (ASI) 6Sが授与される。
1984年、本課程は、レベルは同じだが別の教育課程のために戦争大学によって選ばれた中佐を転用することによって始まった。当初の名称は高等作戦研究員制度（AOSF）であった。高等作戦研究員制度課程は高等軍事研究課程を修了し、高等軍事研究課程の教官職2年目（主任教官）を務めた学生で構成されていた。1995年、課程の名称は高等作戦術研究員制度 (AOASF) に変更された。21世紀初頭、高等作戦術研究員制度の教育課目はさらに戦略レベルと近づいた。2013年、教育課目は訓練教義コマンドの方針との整合がとられ、統合専門軍事教育IIの準備を行うように修正された。また、それに伴い名称も高等戦略リーダーシップ研究課程 (ASLSP) に変更された。
本課程は、戦争の戦略および政策レベルを焦点とし、学生に対して戦略レベルの指揮官への任命を準備させることを目的とする。学期は5月末から6月末までの間に始まる。本課程の教育課程は、平時、危機および戦争間の統合作戦から陸上作戦までの範囲における複雑で多面的な戦域ー戦略レベルを対象とする。教育課目には、戦略、地域研究、統合作戦、戦略的リーダーシップおよび21世紀の紛争が含まれる。学生はさらに、適切なテーマで1万～1.2万字の出版可能なレベルの研究論文を執筆する。本課程は幅広い校外研究課目（約8週間）があり、統合組織、省庁、政府、多国籍企業の上級役員と会う授業が行われる。校外研究には、首都圏、ヨーロッパ、アジア太平洋の機関並びにアメリカ大陸内の戦闘指揮官と対話を行い、様々な軍・民の政府機関を訪問する。
米陸軍、米海兵隊、カナダ軍およびドイツ軍の6名の将校が2年間、高等軍事研究課程のセミナー長を務める。軍人教授のメンバーとして、1名の米陸軍将校が高等戦略リーダーシップ研究課程の教授となる。
卒業生は一般に、指揮官職か中将又は大将の幕僚として勤務する。

## 著名な卒業生
- チャールズ・C・キャンベル大将(1986年の期)
- デビッド・M・ロドリゲス大将(1989年の期)
- チャールズ・H・ヤコビ・ジュニア大将(1991年の期)
- ウィリアム・G・ウェブスター中将(1984年の期)[24]
- ウィリアム・B・コールドウェル中将(1988年の期)
- マーク・P・ハートリング中将(1988年の期)
- デビッド・H・ハントーン中将(1988年の期)[51]
- ヴィンセント・K・ブルックス大将(1992年の期)
- ジョン・E・スターリング・ジュニア中将(1992年の期)
- ジョナサン・バンス大将、カナダ軍参謀総長[52]
- マイケル・フリン、元国家安全保障問題担当大統領補佐官(1994年の期)